# لوثر إلكنز
لوثر إلكنز هو سياسي أمريكي، ولد في 26 مايو 1809 في كورنفيل في الولايات المتحدة، وتوفي في 1885 في أوريغون في الولايات المتحدة.